# Parque Nacional Bjeshkët e Nemuna
Parque Nacional Bjeshkët e Nemuna (em albanês:  Parku Kombëtar Bjeshkët e Nemuna) é um parque nacional nos distritos de Gjakovë e Pejë no oeste do Kosovo. Abrange 63 028 ha (630 km²) de terreno montanhoso, com numerosos lagos, densas florestas caducifólias e coníferas e paisagens alpinas. O parque foi criado para proteger seus ecossistemas e biodiversidade, bem como o patrimônio cultural e histórico.
A União Internacional para a Conservação da Natureza (IUCN) listou o parque como Categoria II. Notavelmente, o parque foi reconhecido como uma importante área de aves de importância internacional por designação sob a Convenção Internacional BirdLife.  Faz fronteira com o Parque Nacional Valbonë Valley, na Albânia, ao sul.
As montanhas Amaldiçoadas são a continuação geológica mais ao sul dos Alpes Dináricos. A porção dentro do território do país se estende por aproximadamente 26 quilômetros (16 mi) de leste a oeste, e 50 quilômetros (31 mi) de norte a sul.  Elevando-se a uma altitude de 2 656 metros (1,7 mi), o pico da montanha Gjeravica é o segundo ponto natural mais alto da cordilheira, assim como do país. 
A grande variedade de elevações e topografia acidentada das montanhas criou condições favoráveis para uma vegetação e biodiversidade diversificadas. Grandes mamíferos, como gatos selvagens, camurças, corças, lobos cinzentos, bem como espécies raras ou ameaçadas de extinção, como linces  e ursos marrons, podem ser encontrados nas florestas do parque.  Um grande número de espécies de aves, mais de uma dúzia de espécies de peixes e algumas espécies de répteis e anfíbios foram relatados. Quase 37 espécies de mamíferos, 148 espécies de aves, 10 espécies de répteis, 13 espécies de anfíbios e 129 espécies de borboletas foram documentadas dentro dos limites do parque.  Em termos de fitogeografia, o parque se enquadra na ecorregião terrestre de florestas mistas balcânicas da floresta mista e de folhas largas temperadas paleárticas. A flora é diversa e caracterizada com alto endemismo. Um total de mais de 1.000 espécies de plantas foram identificadas em todo o parque. 
A vegetação é dividida verticalmente em seis zonas de elevação distintas. A zona de carvalhais, atingindo cerca de 800 metros de altitude, é dominada, entre outros, por carvalhos italianos, carvalhos austríacos e carvalhos da Cornualha. A zona da floresta de faias encontra-se na parte oriental do parque a uma altitude entre os 900 metros e os 1.320 metros. Estes incluem florestas de abeto prateado, sicômoro, freixo florido do sul da europa e pinheiro bósnio.  A zona mista de carvalhais é coberta principalmente por abeto prateado, abeto da Noruega e carpa europeia, entre os 1.200 e os 1.540 metros.  Dentro da zona de floresta de coníferas escuras, as comunidades florais mais difundidas desse tipo são dominadas, bem como por pinheiros da Bósnia, pinheiros da Macedônia e abetos noruegueses. A composição se estende de uma altitude entre 1.540 metros até 1.800 metros. A zona de reprodução da floresta de abetos, situada a uma altitude de 1850–1930 metros, é caracterizada por espécies endémicas como o pinheiro dos Balcãs.  A zona arbustiva, a uma altitude de 1850 a 2050 metros, está coberta de relva, musgo, líquen e 55 espécies de plantas herbáceas. Os tipos mais comuns incluem o guindaste de madeira, o morango silvestre, a genciana de salgueiro e o miosótis de madeira.